# The Bishops Buttery
Restaurant The Bishops Buttery is een restaurant gevestigd in Cashel in County Tipperary, Ierland, dat één Michelinster mocht dragen in 1982 en 1983. De keukenstijl van het restaurant is modern.
Het restaurant is gevestigd in het Cashel Palace Hotel, een viersterrenhotel. Dit is gebouwd rond 1730 in Queen Anne-stijl. Het deed aanvankelijk dienst als residentie van een aartsbisschop.